# Foro Nacional Ambiental
El Foro Nacional Ambiental (FNA) es una alianza de carácter permanente compuesta por doce organizaciones, que ofrece un escenario público de reflexión y análisis de las políticas ambientales nacionales con el fin de contribuir al objetivo de fortalecer la protección ambiental de Colombia en el contexto del desarrollo sostenible.

## Integrantes de la Alianza
- Fundación Friedrich Ebert Stiftung en Colombia, Fescol (Miembro fundador 1998)
- Fundación Alejandro Ángel Escobar (Miembro fundador 1998)
- Fundación Tropenbos International-Colombia (Desde 2001)
- Facultad de Administración de la Universidad de los Andes (Desde 2002)
- Fundación Natura Colombia (Desde 2004)
- WWF Colombia (Desde 2005)
- Especialización y Línea de Investigación en Derecho Ambiental de la Universidad del Rosario (Desde 2010)
- Facultad de Estudios Ambientales y Rurales de la Pontificia Universidad Javeriana (Desde 2017)
- Universidad del Magdalena (Desde 2018)
- Universidad del Norte (Desde 2018)
- Universidad Tecnológica de Pereira (Desde 2018)
- Instituto de Ciencias Naturales de la Universidad Nacional de Colombia (Desde 2020)

## Quienes han hecho parte
- Fundación FES (Miembro fundador)
- Ecofondo
- GTZ
- Centro de Estudios Sociales de la Universidad Nacional de Colombia

## Consejo Directivo
El Foro está regido por el Consejo Directivo, constituido por representantes de las organizaciones miembros y cuyas funciones son las de definir el programa anual de actividades, instar a las instituciones miembros su cooperación económica o en especie para la ejecución de las actividades programadas, asignar responsabilidades a las diferentes organizaciones miembros en relación con el desarrollo de los foros, seminarios y talleres, así como con las publicaciones a que han dado lugar.
María Fernanda Valdés, Fundación Friedrich Ebert en Colombia  -Fescol
Coordinadora de programas. Es economista de la Universidad Icesi de Cali, Magister en estudios del desarrollo del Instituto Internacional de Estudios Sociales de La Haya, Holanda y Doctora en Economía de la Universidad Libre de Berlín.
Verónica Hernández Cárdenas, Fundación Alejandro Ángel Escobar
Directora Ejecutiva. Bióloga de la Universidad de los Andes y Magister en Gestión Ambiental de la Pontificia Universidad Javeriana.
Carlos Alberto Rodríguez Fernández, Fundación TROPENBOS Colombia
Director. Biólogo de la Universidad de Los Andes. Máster en planificación del desarrollo regional y urbano del CIDER y Doctor en Ciencias Naturales de la Universidad de Ámsterdam. Trabaja desde hace 30 años con comunidades indígenas en temas de conocimiento tradicional y diálogo de saberes.
Manuel Rodríguez Becerra, Facultad de Administración Universidad del los Andes
Profesor emérito de la Facultad de Administración de la Universidad de los Andes, fue el primer ministro de Medio Ambiente de Colombia, es miembro fundador de la iniciativa Parques Naturales Cómo Vamos, del Centro ODS para América Latina y el Caribe, cofundador y presidente del FNA.
Clara Ligia Solano, Fundación Natura Colombia
Directora. Bióloga de profesión y por vocación, profesional con 25 años de experiencia, comprometida con los temas de desarrollo sostenible del país, que generen beneficios para el mejoramiento de la calidad de vida de las poblaciones rurales y urbanas y la conservación de la biodiversidad.
Ximena Barrera, WWF Colombia
Directora de Políticas Públicas y Responsabilidad Corporativa. Economista con especialización en Evaluación de Proyectos, con estudios en política internacional y economía ambiental. Lleva trabajando en el sector ambiental desde 1994.
Lina Muñoz Ávila, Especialización y Línea de Investigación en Derecho Ambiental de la Universidad del Rosario
Directora del programa. Abogada, doctora en Derecho, especialista en Derecho Constitucional de la Universidad del Rosario. Es supervisora de la clínica jurídica Grupo de Acciones Públicas, en la cual realiza litigio de alto impacto en asuntos ambientales y de interés público a nivel nacional e internacional.
María Adelaida Farah Quijano, Facultad de Estudios Ambientales y Rurales de la Pontificia Universidad Javeriana
Decana de Facultad. Economista y Magíster en Desarrollo Rural de la Universidad Javeriana. PhD en Estudios para el Desarrollo de la Universidad de East Anglia (Inglaterra). Trabaja desde hace 25 años en desarrollo rural, nuevas ruralidades, desarrollo sostenible y género.
Andrea Cardoso, Universidad del Magdalena
Doctora en Ciencia y Tecnología Ambientales área Economía Ecológica y Master en Estudios Ambientales de la Universidad Autónoma de Barcelona. Su trabajo se enfoca en la ecología política de la cadena global del carbón y la transición energética. Es profesora de Planta de la Facultad Ciencias Empresariales y Económicas de la Universidad del Magdalena.
Eloisa Berman-Arevalo, Universidad del Norte
Doctora en Geografía de la Universidad de North Carolina- Chapel Hill. Sus intereses investigativos giran en torno a las formas de agencia política y conflictos territoriales entre comunidades afrodescendientes e indígenas, la formación de identidades étnico-raciales y campesinas, y las transformaciones agrarias en el Caribe rural.
Francisco Antonio Uribe, Universidad Tecnológica de Pereira
Jefe de la Oficina Asesora de Planeación de la UTP. Más de 25 años de experiencia en Gestión Ambiental en el sector público, específicamente en Corporaciones Autónomas Regionales y el Ministerio del Medio Ambiente.
Miguel Gonzálo Andrade, Instituto de Ciencias Naturales – Universidad Nacional de Colombia
Ha estado vinculado al Instituto desde 1992, y en la actualidad se desempeña como su Director. Sus áreas de interés incluyen taxonomía y sistemática de las mariposas colombianas y neotropicales, biodiversidad, conservación, áreas protegidas, especies amenazadas y política y legislación ambiental.

## Comité Asesor de Expertos
El Foro también cuenta con la participación de un grupo de expertos en temas ambientales que desde su experiencia y conocimiento apoyan las actividades del Foro.
Oscar Arango Gaviria
Profesor titular U.T.P, Especialista en Proyectos de Desarrollo de la Universidad Tecnológica de Pereira. Coordinador proyectos regionales Sueje.
Kristina Birke-Daniels
Directora de Friedrich Ebert Stiftung en Colombia y responsable de la Red Regional de Seguridad de FES en América Latina.
Mauricio Cabrera Leal
Coordinador de política temas mineros en WWF. Fue contralor delegado para medio ambiente en la Contraloría General, asesor en temas minero ambientales en el Ministerio de Ambiente, subdirector de estudios sectoriales del Ideam. Geólogo de la Universidad Federal del Amazonas.
Joaquín Caraballo Rivas
Experto en gerencia de la sostenibilidad y economía circular. Abogado, Magíster en Gerencia Ambiental de la Universidad de los Andes. Actualmente es el director de Waste2Worth una iniciativa de inversionistas de impacto en el campo de la economía circular.  Es profesor y conferencista en espacios académicos y profesionales.
Martha Cárdenas
Economista, coordinadora de proyectos y subdirectora Fundación Friedrich Ebert de Colombia-Fescol, 1982-2013.  Secretaría ejecutiva Premio Nacional de Paz  1999-2013. Directora centro de estudios de la realidad Colombiana y del Fondo editorial CEREC. 1990-2010. Directora revista Eco-lógica 1988-1992. Miembro Fundador del Foro Nacional Ambiental.
Julio Carrizosa Umaña
Ingeniero Civil de la Universidad Nacional de Colombia, Bogotá, Master in Public Administration de la Universidad de Harvard, M. Sc. en Economía, Universidad de los Andes. Ha sido Director del Instituto Geográfico Agustín Codazzi, Gerente del INDERENA y Director del IDEA de la Universidad Nacional. Actualmente coordina el Comité de Parques Naturales de la ACCEFYN y es columnista de El Espectador.
Elsa Matilde Escobar
Estudió Química Pura, Conservación y Desarrollo Sostenible en la Universidad de Antioquia, sus especialidades son la Conservación y uso sostenible de la biodiversidad, gestión de proyectos, investigación básica y aplicada. Directora de la Fundación Natura desde el año 1997 hasta el 2019.
Julia Miranda Londoño
Fue directora de Parques Nacionales Naturales entre 2004 y 2020. Es una abogada bogotana que ha hecho toda su carrera en el sector ambiental. Se graduó de la Universidad Javeriana y tiene una especialización en derecho medioambiental del Externado.
Camilo Prieto Valderrama
Es cirujano, magister en filosofía y en energía y sostenibilidad. Profesor de posgrados de la Universidad Javeriana y de la Universidad del Rosario. Es Miembro fundador de la ONG Movimiento Ambientalista Colombiano y actualmente se desempaña como su vocero, también se desempeña como consultor del Instituto Latinoamericano de Liderazgo en asuntos ambientales y de salud.
Gloria Amparo Rodríguez
Jurista colombiana, reconocida internacionalmente por su aportes en el Derecho ambiental y como promotora de los Derechos humanos, en particular de los derechos étnicos. Profesora titular de la Universidad del Rosario, PhD en Sociología Jurídica e Instituciones Políticas de la Universidad Externado de Colombia.
Guillermo Rudas Lleras
Economista de la Universidad Externado de Colombia, Máster en Economía Ambiental y de Recursos Naturales de University College London. Ha sido investigador y consultor en medio ambiente, con énfasis en instrumentos económicos y financieros de la política ambiental; es profesor e investigador en la Universidad Javeriana y otras.
Juan Pablo Ruíz Soto
Economista y Magíster en Teoría Económica de la Universidad de los Andes, Magíster en Estudios Ambientales, Yale University.
Montañista y ambientalista, consultor para Banco Mundial y Naciones Unidas y Miembro de Consejo Nacional de Planeación de Colombia y columnista de El Espectador.
Sandra Patricia Vilardy
Profesora de la Facultad. Bióloga Marina de la Universidad Jorge Tadeo Lozano y Doctora en Ecología y Medio Ambiente, Universidad Autónoma de Madrid. Considerada la defensora de la Ciénaga Grande de Santa Marta.
Otros integrantes de equipo:
Melba Judith García, Secretaria técnica del FNA
Desde 1998 ha estado al frente de la organización logística y apoyo en todo lo que a información sobre el FNA y sus actividades se refiere.
María Paula Jiménez Cabrera, Community mannager
Desde 2016 se encarga de las redes sociales y comunicaciones.